# 程氏三宅
程氏三宅为位于中国安徽省黄山市屯溪区柏树东里巷的三幢明代民居（6号、7号、28号），因户主皆为程姓而得名，其中6号始建于元末明初，7号与28号为明代中期，且28号为明清建筑风格相结合（前厅为明代建筑风格，而后厅为清代风格）。
三宅均为封闭式砖木结构二层楼房，分前后两进（俗称一脊两堂），两侧带前后厢房，中央天井采光，其中6号为五开间，7号、28号为三开间，其整体结构、建筑格局和装饰艺术（木雕、砖雕和石雕）都充分显示了明代徽州民居特点。另在6号宅内藏有明天启元年（1621）该宅买卖契约，颇为珍贵。古宅周围原有十几幢清代传统民居，2007年初被大规模拆除，现状已被新建的仿古商业街包围。